# What Child Is This?
Мелодия гимна «Что за Дитя?» такая же, как у народной английской баллады шестнадцатого века «Greensleeves». Слова баллады были совсем не религиозного содержания, и на её мелодию были положены многие тексты, в том числе одна старая рождественская песня в 1642. Изначально лицензию на мелодию получил в 1580 году некий Ричард Джонс, хотя некоторые считают, что её написал король Англии Генрих VIII. Вполне возможно, что мелодия является народной, то есть она ещё более старая. Говорят, что под неё танцевала дочь Генриха, Елизавета I. Шекспир упоминает эту народную песню в «Виндзорских насмешницах».
Слова гимна написал в 1865 году Вильям Чаттертон Дикс, который считается одним из лучших профессиональных авторов гимнов. Ещё при его жизни про него говорили: «Мало современных писателей проявили такой яркий дар, как у него, в сложном искусстве написания гимнов».
Дикс родился в Англии в 1837 году. Его отец-хирург, любивший поэзию, написал биографию английского поэта Томаса Чаттертона, и в честь его дал сыну второе имя. Молодой Вильям ходил в Бристольскую школу грамматики, готовившую его к карьере в коммерции. По окончании образования и до конца жизни он управлял страховой компанией в Глазго в Шотландии, и хотя он преуспевал в своем деле, душа его стремилась к поэзии поклонения. В возрасте 29 лет его поразила серьёзная болезнь. Продолжительный период Дикс был прикован к постели. В это время он страдал от глубокой депрессии, пока не воззвал к Богу и «встретился с Ним по-новому, реально». Благодаря этому духовному переживанию на свет появилось несколько стихотворений, в том числе и «Престол в яслях».
Позже три строфы из этого стихотворения были переложены на мелодию «Greensleeves». Вторая половина первой строфы была переделана в припев, который поется после каждого из трех куплетов. Переложил слова на эту мелодию Джон Стайнер, издавший в 1871 году сборник гимнов, в который входила и эта песня.

## Текст
1. Что за Дитя в хлеву чужом 

Мария охраняет? 

Небесный хор поёт о Нём, 

А пастухи внимают. 
Припев Сей есть Христос Господь, 
Пришедший в мир с небес высот.
Он нам Всевышним дан,
Спаситель, сын Марии.
3. Ему в дар золото, ладан 

И смирну принесите. 

Он Царь царей, пред ним скорей 

Дверь сердца отворите. 

2. Зачем же в яслях Он лежал, 

Где овцам корм давали? 

Чтоб каждый мог у ног Его 

Сложить свои печали.

## Вариант
Что за Дитя в хлеву чужом 

Мария в ночь качает? 

Там ангелы поют о Нём, 

Им пастухи внимают.
Сей есть Христос Господь,
Небесный Голос, вошедший в плоть.
Ему, Ему, хвалу поют,
Ребёнку, сыну Марии.
Зачем в яслях, где кормят скот, 

Дитя спит безмятежно? 

Для тех кто грешен, верит, ждёт, 

В младенце этом - надежда.
Будет день и скорбный час
Взойдёт на крест Он ради нас.
Пой, пой ему хвалу,
Ребёнку, сыну Марии.
Дары златые, и ладан, и мирр 

Народы земли несите. 
 
Он Царь царей, пред ним скорей 

Сердца свои распахните.
Скоро, скоро ночь пройдёт,
Над Сыном Дева всё поёт.
Пой, пой и ты хвалу,
Ребёнку, сыну Марии.